# Ист Фолмаут (Масачусетс)
Ист Фолмаут (енгл. East Falmouth) насељено је место без административног статуса у америчкој савезној држави Масачусетс.

## Демографија
По попису из 2010. године број становника је 6.038, што је 577 (-8,7%) становника мање него 2000. године.
| Група             | 2000.         | 2010.         |
| Белци             | 6.023 (91,1%) | 5.402 (89,5%) |
| Афроамериканци    | 193 (2,9%)    | 124 (2,1%)    |
| Азијати           | 34 (0,5%)     | 72 (1,2%)     |
| Хиспаноамериканци | 116 (1,8%)    | 137 (2,3%)    |
| Укупно            | 6.615         | 6.038         |